# Xanthorhoe quadrifasciaria
Xanthorhoe quadrifasciaria är en fjärilsart som beskrevs av Treitschke 1828. Xanthorhoe quadrifasciaria ingår i släktet Xanthorhoe och familjen mätare. Inga underarter finns listade i Catalogue of Life.